# Eudule ficulnea
Eudule ficulnea är en fjärilsart som beskrevs av Druce 1885. Eudule ficulnea ingår i släktet Eudule och familjen mätare. Inga underarter finns listade i Catalogue of Life.